# Diospyros ghatensis
Diospyros ghatensis là một loài thực vật có hoa trong họ Thị. Loài này được B.R.Ramesh & D.De Franceschi mô tả khoa học đầu tiên năm 1993.